# Biard
Biard és un municipi francès situat al departament de la Viena i a la regió de la Nova Aquitània. L'any 2007 tenia 1.585 habitants.

## Demografia

### Població
El 2007 la població de fet de Biard era de 1.585 persones. Hi havia 583 famílies de les quals 148 eren unipersonals (66 homes vivint sols i 82 dones vivint soles), 197 parelles sense fills, 213 parelles amb fills i 25 famílies monoparentals amb fills.
La població ha evolucionat segons el següent gràfic:
Habitants censats

### Habitatges
El 2007 hi havia 628 habitatges, 595 eren l'habitatge principal de la família, 8 eren segones residències i 25 estaven desocupats. 580 eren cases i 48 eren apartaments. Dels 595 habitatges principals, 420 estaven ocupats pels seus propietaris, 157 estaven llogats i ocupats pels llogaters i 18 estaven cedits a títol gratuït; 7 tenien una cambra, 33 en tenien dues, 84 en tenien tres, 183 en tenien quatre i 288 en tenien cinc o més. 487 habitatges disposaven pel capbaix d'una plaça de pàrquing. A 248 habitatges hi havia un automòbil i a 302 n'hi havia dos o més.

### Piràmide de població
La piràmide de població per edats i sexe el 2009 era:
| Homes | Edats   | Dones |
| ----- | ------- | ----- |
| 0     | 95 o +  | 4     |
| 8     | 90 a 94 | 4     |
| 8     | 85 a 89 | 20    |
| 12    | 80 a 84 | 16    |
| 12    | 75 a 79 | 36    |
| 24    | 70 a 74 | 32    |
| 28    | 65 a 69 | 28    |
| 36    | 60 a 64 | 72    |
| 16    | 55 a 59 | 36    |
| 72    | 50 a 54 | 44    |
| 52    | 45 a 49 | 64    |
| 32    | 40 a 44 | 76    |
| 36    | 35 a 39 | 44    |
| 72    | 30 a 34 | 40    |
| 48    | 25 a 29 | 60    |
| 40    | 20 a 24 | 56    |
| 52    | 15 a 19 | 52    |
| 64    | 10 a 14 | 48    |
| 44    | 5 a 9   | 24    |
| 16    | 0 a 4   | 72    |

## Economia
El 2007 la població en edat de treballar era de 1.047 persones, 729 eren actives i 318 eren inactives. De les 729 persones actives 677 estaven ocupades (356 homes i 321 dones) i 53 estaven aturades (23 homes i 30 dones). De les 318 persones inactives 97 estaven jubilades, 125 estaven estudiant i 96 estaven classificades com a «altres inactius».

### Ingressos
El 2009 a Biard hi havia 620 unitats fiscals que integraven 1.542 persones, la mediana anual d'ingressos fiscals per persona era de 20.579 €.

### Activitats econòmiques
Dels 88 establiments que hi havia el 2007, 2 eren d'empreses alimentàries, 1 d'una empresa de fabricació de material elèctric, 1 d'una empresa de fabricació d'elements pel transport, 5 d'empreses de fabricació d'altres productes industrials, 15 d'empreses de construcció, 16 d'empreses de comerç i reparació d'automòbils, 9 d'empreses de transport, 5 d'empreses d'hostatgeria i restauració, 1 d'una empresa d'informació i comunicació, 7 d'empreses financeres, 3 d'empreses immobiliàries, 13 d'empreses de serveis, 3 d'entitats de l'administració pública i 7 d'empreses classificades com a «altres activitats de serveis».
Dels 17 establiments de servei als particulars que hi havia el 2009, 1 era un taller de reparació d'automòbils i de material agrícola, 6 paletes, 3 guixaires pintors, 3 fusteries, 1 lampisteria, 2 perruqueries i 1 restaurant.
Dels 3 establiments comercials que hi havia el 2009, 1 era una fleca, 1 una carnisseria i 1 un drogueria.
L'any 2000 a Biard hi havia 3 explotacions agrícoles.

## Equipaments sanitaris i escolars
El 2009 hi havia 1 escola maternal i 1 escola elemental.

## Poblacions més properes
El següent diagrama mostra les poblacions més properes.